# Avanzago
Gli Avanzago furono una famiglia patrizia veneziana, originaria di Mantova. Venne a Venezia nell'834. Diede antichi tribuni. Si estinse nel 1600 con l'assassinio di un Bernardo.

## Arma
Lo stemma degli Avanzago è argentato con quattro zampe d'orso rosso in due mosse su ciascun fianco opposto.